# Сан Лоренсо
Вижте пояснителната страница за други значения на Сан Лоренсо.
Сан Лоренсо (на испански: San Lorenzo) е град, административен център на департамент Сан Лоренсо, провинция Санта Фе, Аржентина. Селището е основано на 6 май 1796 г.

## География
Града е разположен на 4 метра н.м., на 23 км от град Росарио и на 147 км от столицата на провинцията на Санта Фе.

## Население
- 43 039 души (2001)

## Личности
- Хавиер Масчерано
- Елса Даниел